# Voskhod 1
Voskhod 1 foi a primeira missão do Programa Voskhod, o programa espacial soviético iniciado ao fim do Programa Vostok. Este voo foi o primeiro de uma nave espacial soviética a transportar mais de um cosmonauta ao espaço, o primeiro sem o uso de trajes espaciais pela tripulação e o primeiro a transportar um engenheiro e um médico para fora da Terra. O voo também estabeleceu um recorde de altura para um voo tripulado, alcançando um apogeu de 336 km.
A missão foi especialmente planejada para superar o programa Gemini da NASA, colocando uma tripulação múltipla em órbita. A nave Voshkod tinha sido planejada para levar dois tripulantes, mas os políticos soviéticos pressionaram os projetistas da Roskosmos para que se conseguisse enviar três ao mesmo tempo, o que foi feito retirando os trajes espaciais pressurizados dos cosmonautas usados nas primeiras missões do programa anterior, o Vostok. Ela foi lançada no dia 12 de outubro de 1964, do Cosmódromo de Baikonur, no Cazaquistão, tripulada pelos cosmonautas Vladimir Komarov (piloto e comandante), Konstantin Feoktistov (engenheiro) e Boris Yegorov (médico).

## Tripulação
| Posição           | Cosmonauta            |
| ----------------- | --------------------- |
| Comandante        | Vladimir Komarov      |
| Engenheiro de voo | Konstantin Feoktistov |
| Médico            | Boris Yegorov         |

## Parâmetros da missão
- Massa: 5 320 kg
- Perigeu: 178 km
- Apogeu: 336 km
- Inclinação: 64,7º
- Período orbital: 89,6 min

## A espaçonave
A missão passou por alterações potencialmente perigosas para uma nave espacial, e que foram novidades para a época. A nave não tinha assentos de ejeção e abertura de escape da cápsula. Os cosmonautas também não utilizaram nenhum traje espacial. O risco se explica pela pressa que o programa espacial soviético tinha em lançar a missão, para superar, em um ano, o lançamento do programa norte-americano Gemini, que pretendia enviar dois astronautas em uma espaçonave.
A Voskhod tinha um foguete de detenção no nariz da nave. Na parte interna, os assuntos estavam disponíveis na perpendicular em lugar dos assentos ejetáveis, obrigando os cosmonautas a virarem o pescoço para ler os instrumentos do painel da nave. O voo também serviu para testar um assento específico para mais de um tripulante na cápsula espacial. Para voltarem à Terra, a nave foi concebida para que os cosmonautas caíssem com a nave presos a um pára-quedas, uma outra novidade em relação as naves Vostok. Não havia nela qualquer saída de emergência em caso de problemas no lançamento ou no pouso ou assentos com ejeção.

## Missão
Em órbita, os cosmonautas pesquisaram o potencial de trabalho e de cooperação em grupos de diferentes especialidades da ciência e da tecnologia. A biomedicina e a física foram as áreas pesquisadas no espaço. A missão também teve filmagem dos cosmonautas pela televisão. Em 24 horas e 17 minutos de voo, a nave efetuou 16 órbitas em torno da Terra.
O voo da Voskhod surpreendeu toda a comunidade científica e representou mais uma vitória do programa espacial da União Soviética. O feito também direcionou os trabalhos no aperfeiçoamento de projetos semelhantes a este. O fato curioso da missão é que enquanto a Voskhod 1 estava no espaço, o secretário-geral da União Soviética, Nikita Khrushchov, foi deposto do cargo por um golpe de estado, o que para observadores políticos da época, pode ter causado a abreviatura da missão.
Acontecendo, entretanto, antes de qualquer nave do programa norte-americano Gemini ter ido ao espaço, o voo da Voskhod causou grande impacto na comunidade internacional, apesar de apenas temporário. O Administrador da NASA à época, James Webb, considerou que a missão da nave soviética foi uma "significante conquista espacial e uma clara indicação de que os russos estão desenvolvendo um programa espacial para a conquista de poder e prestígios nacionais".